# 6672 Corot
6672 Corot è un asteroide della fascia principale. Scoperto nel 1971, presenta un'orbita caratterizzata da un semiasse maggiore pari a 2,4119716 UA e da un'eccentricità di 0,2143222, inclinata di 4,79769° rispetto all'eclittica.